# Julian Ochorowicz
 (avril 2023).
La mise en forme du texte ne suit pas les recommandations de Wikipédia : il faut le « wikifier ».
Les points d'amélioration suivants sont les cas les plus fréquents. Le détail des points à revoir est peut-être précisé sur la page de discussion.
- Les titres sont pré-formatés par le logiciel. Ils ne sont ni en capitales, ni en gras.
- Le texte ne doit pas être écrit en capitales (les noms de famille non plus), ni en gras, ni en italique, ni en « petit »…
- Le gras n'est utilisé que pour surligner le titre de l'article dans l'introduction, une seule fois.
- L'italique est rarement utilisé : mots en langue étrangère, titres d'œuvres, noms de bateaux, etc.
- Les citations ne sont pas en italique mais en corps de texte normal. Elles sont entourées par des guillemets français : « et ».
- Les listes à puces sont à éviter, des paragraphes rédigés étant largement préférés. Les tableaux sont à réserver à la présentation de données structurées (résultats, etc.).
- Les appels de note de bas de page (petits chiffres en exposant, introduits par l'outil «  Source ») sont à placer entre la fin de phrase et le point final[comme ça].
- Les liens internes (vers d'autres articles de Wikipédia) sont à choisir avec parcimonie. Créez des liens vers des articles approfondissant le sujet. Les termes génériques sans rapport avec le sujet sont à éviter, ainsi que les répétitions de liens vers un même terme.
- Les liens externes sont à placer uniquement dans une section « Liens externes », à la fin de l'article. Ces liens sont à choisir avec parcimonie suivant les règles définies. Si un lien sert de source à l'article, son insertion dans le texte est à faire par les notes de bas de page.
- La présentation des références doit suivre les conventions bibliographiques. Il est recommandé d'utiliser les modèles {{Ouvrage}}, {{Chapitre}}, {{Article}}, {{Lien web}} et/ou {{Bibliographie}}. Le mode d'édition visuel peut mettre en forme automatiquement les références.
- Insérer une infobox (cadre d'informations à droite) n'est pas obligatoire pour parachever la mise en page.

Pour une aide détaillée, merci de consulter Aide:Wikification.
Si vous pensez que ces points ont été résolus, vous pouvez retirer ce bandeau et améliorer la mise en forme d'un autre article.
Julian Leopold Ochorowicz (prononciation polonaise : ['juljan lɛˈɔpɔld ɔxɔˈrɔvit͡ʂ] , né le 23 février 1850 à Radzymin et mort le 1er mai 1917 à Varsovie, est un philosophe , psychologue, inventeur, précurseur de la radio et de la télévision, polonais), poète, publiciste.

## Biographie
Julian Ochorowicz est le fils de Julian et Jadwiga, née Sumińska.
Il étudie les sciences naturelles à l'Université de Varsovie et obtient son diplôme en 1871. Il étudie ensuite à l'Université de Leipzig sous Wilhelm Wundt. En 1874, il y obtient son doctorat avec une thèse sur les conditions de la conscience.
De retour à Varsovie, en 1874-1875, il est rédacteur en chef des périodiques populaires de langue polonaise, Niwa et Opiekun Domowy. À partir de 1881, il est professeur adjoint (docent) de psychologie et de philosophie naturelle à l'Université de Lemberg.
En 1882, il est envoyé à Paris, où il passe plusieurs années. Plus tard, à partir de 1907, il devient co-directeur de l'Institut général psychologique.
De retour à Varsovie, à partir de 1900, Julian Ochorowicz est président de Kasa Literacka (le Fonds littéraire). Il publie des articles pédagogiques dans Encyklopedia Wychowawcza (L'Encyclopédie de l'éducation).
Il est un pionnier de la recherche empirique en psychologie et mene des études sur l'occultisme, le spiritisme, l'hypnose et la télépathie. Ses œuvres les plus populaires incluent Wstęp i pogląd ogólny na filozofię pozytywną (Une introduction et un aperçu de la philosophie positive, 1872) et Jak należy badać duszę? (Comment étudier l'âme ?, 1869).
Julian Ochorowicz comme poète publie dans Przegląd Tygodniowy sous le nom de plume de Julian Mohort. Il écrit le poème « Naprzód » (« En avant », 1873), considéré comme le manifeste des positivistes polonais.
Philosophe de formation titulaire d'un doctorat de l'Université de Leipzig, il devient le chef de file du mouvement positiviste en Pologne. En 1872, il écrit : « On appellera positiviste, quiconque fonde des affirmations sur des preuves vérifiables ; qui ne s'exprime pas catégoriquement sur les choses douteuses, et ne parle pas du tout de celles qui sont inaccessibles ».
En 1877, il élabore la théorie d'une télévision monochromatique, comme un écran comprenant des ampoules qui convertiraient les images transmises en groupes de points lumineux. En 1878, il publie un article O możności zbudowania przyrządu do przesyłania obrazów optycznych na dowolną odległość (La possibilité de fabriquer un instrument pour transmettre des images visuelles à des endroits éloignés) qui prédit le principe de base de la télévision,.

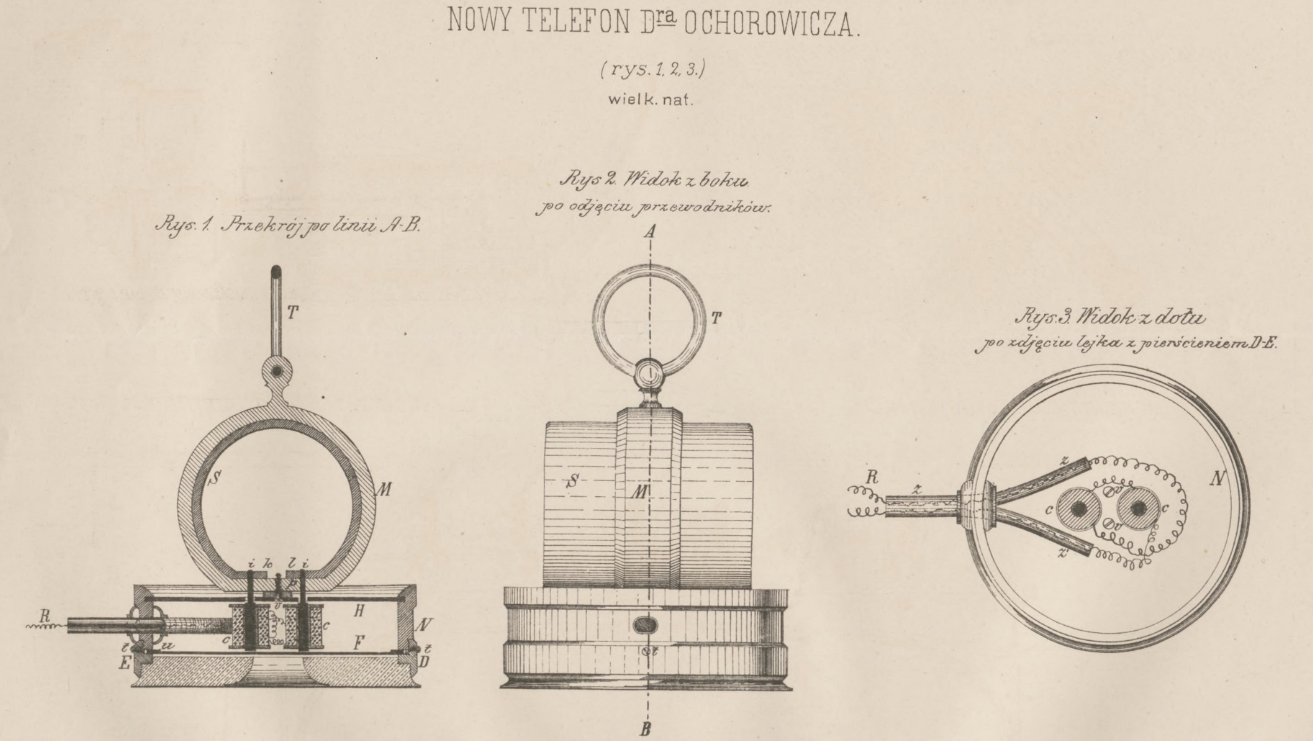
Téléphone à 2 diaphragmes fabriqué par Ochorowicz

En 1885, à plusieurs reprises, il fait la démonstration de ses propres téléphones améliorés. A Paris, il relie le bâtiment du ministère des Postes et Télégraphes à l'Opéra Garnier, à 4 kilomètres. Ochorowicz reçoit un brevet français pour sa technologie (168 569. Brevet de quinze ans, 29 avril 1885 ; docteur Ochorowicz, à Paris, boulevard Saint-Germain, nº 24. - Système téléphonique reproduisant la parole à voie haute.) , et l'entreprise de Bruno Abakanowicz a produit ses téléphones pendant environ 20 ans,. A l'exposition universelle d'Anvers, il établit une liaison avec Bruxelles, à 45 kilomètres de distance. Il relia Saint-Pétersbourg, Russie, à Bologoïe, à 320 kilomètres de distance. Son microphone a impressionné la Société Internationale des Électriciens et la Société Française de Physique.
Il expérimente des microphones et des appareils pour envoyer du son et de la lumière à distance, et est ainsi considéré comme un précurseur de la radio et de la télévision.
Ochorowicz mène des expériences dans un laboratoire psychologique qu'il a établi à Wisła.

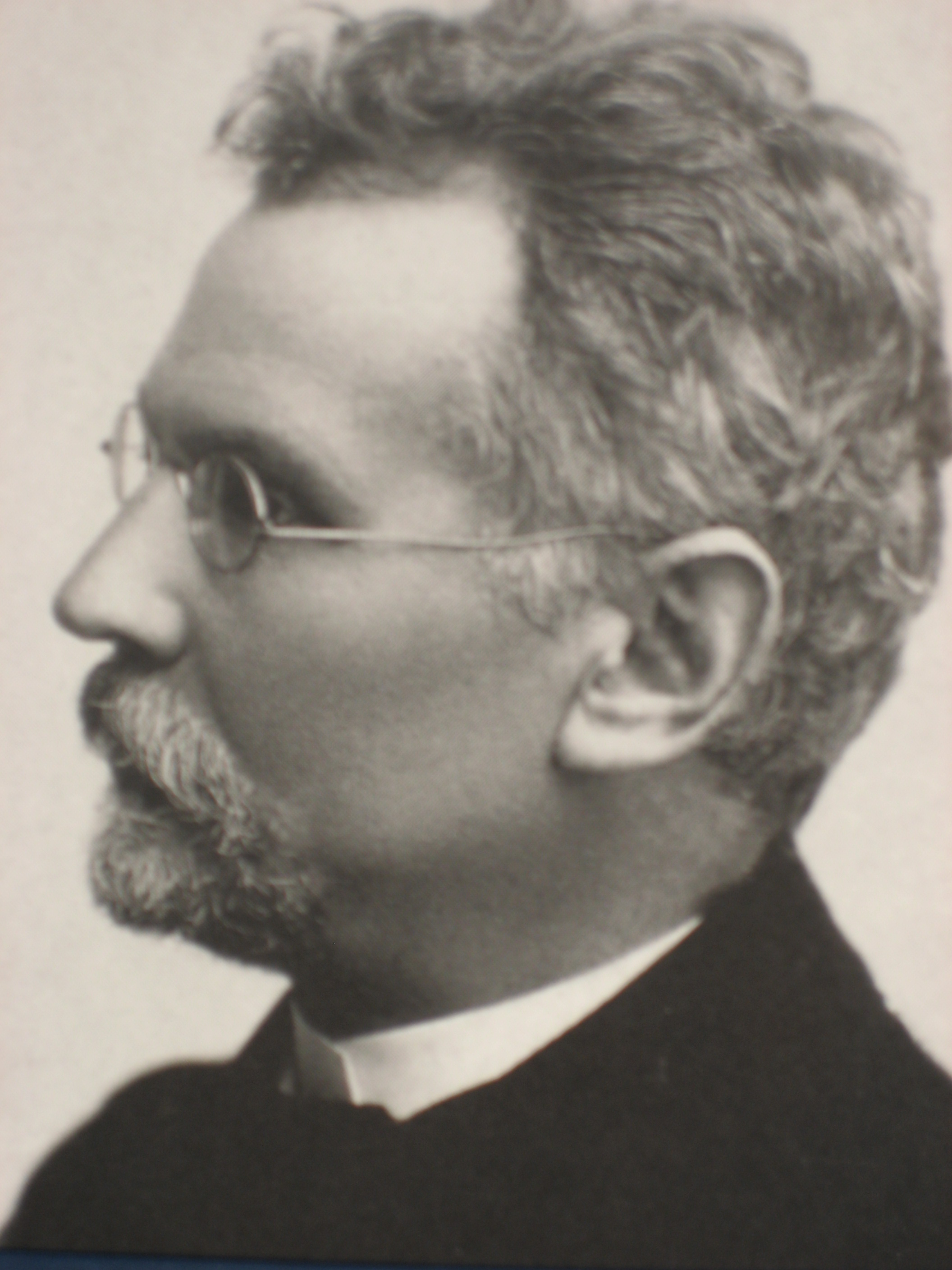
Bolesław Prus

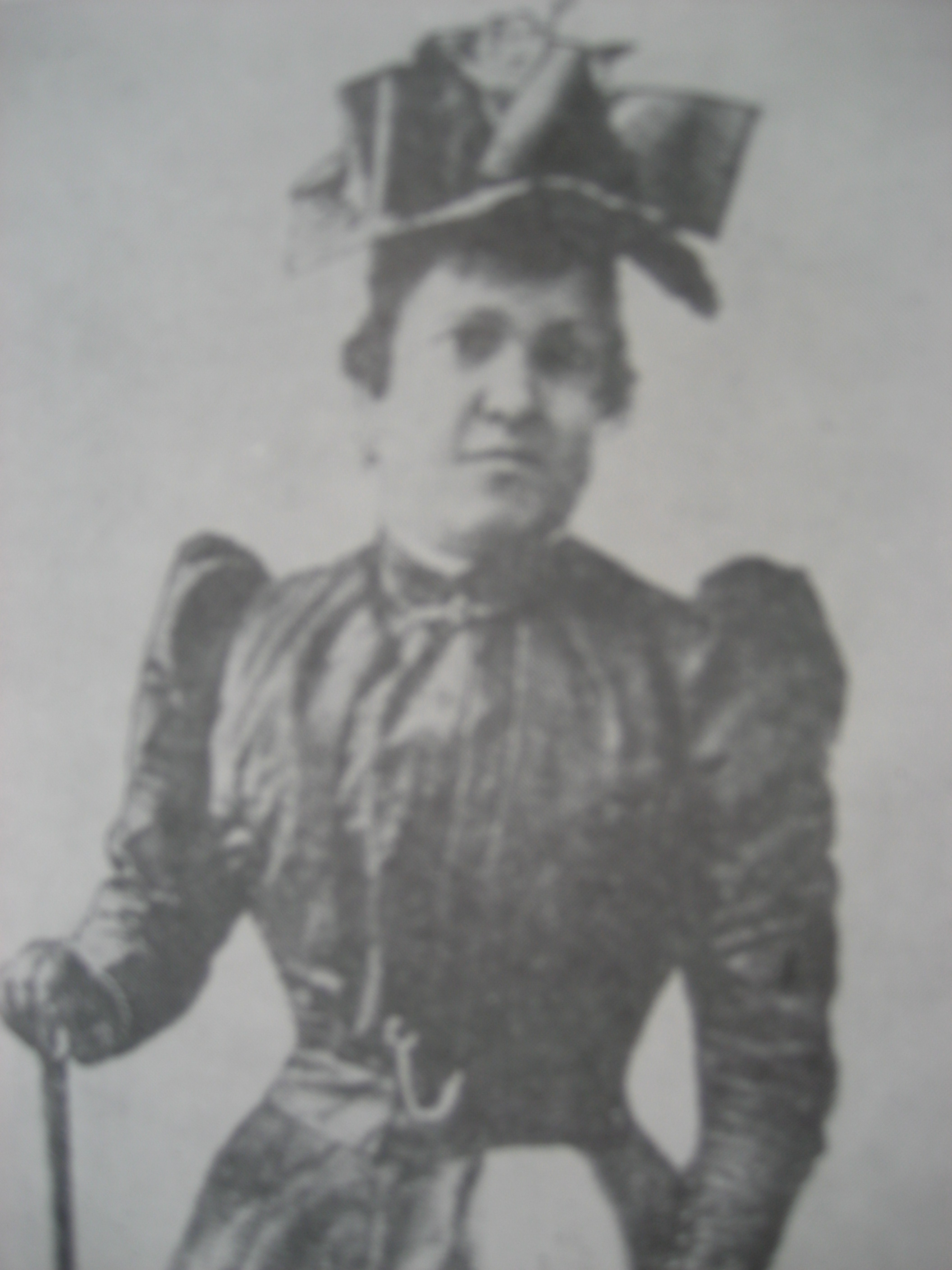
Eusapia Palladino, Varsovie, 1893

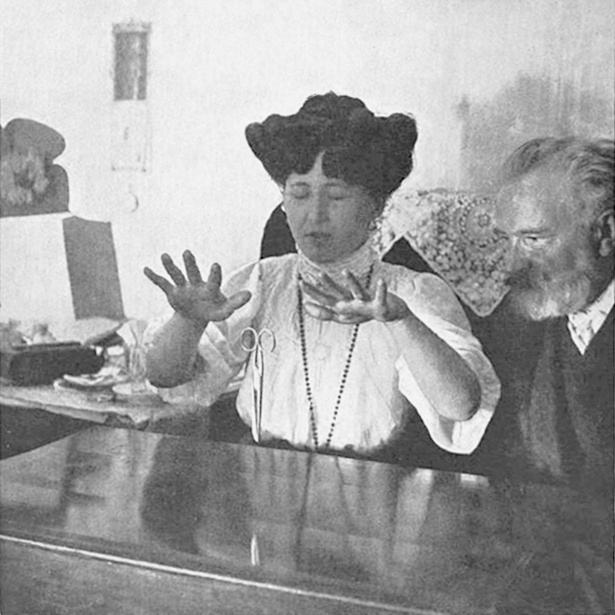
Ochorowicz observe de près la télékinésiste polonais Stanisława Tomczyk, en transe, faisant léviter des ciseaux. Wisla, Pologne, 1909.

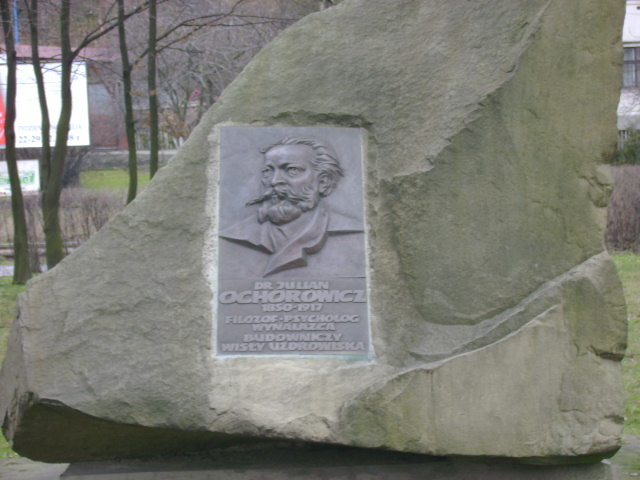
Monument à Ochorowicz à Wisła.

Julian Ochorowicz était un ancien camarade de classe de Bolesław Prus au lycée de Lublin et à l'Université de Varsovie, qui l'a dépeint dans son roman de 1889, La Poupée, comme le scientifique "Julian Ochocki". Ochorowicz, après son retour à Varsovie de Paris, a donné en 1893 plusieurs conférences publiques sur les connaissances égyptiennes anciennes. Celles-ci ont évidemment contribué à inspirer Prus à écrire (1894-1895) son seul roman historique, Le Pharaon. Ochorowicz a fourni à Prus des livres d'égyptologie qu'il avait rapportés de Paris.
Toujours en 1893, Ochorowicz présente Prus à la spiritualiste italienne, Eusapia Palladino, qu'il avait amenée à Varsovie après sa tournée médiumnique à Saint-Pétersbourg. Prus a assisté à un certain nombre de séances dirigées par Palladino et a incorporé plusieurs scènes d'inspiration spiritualiste de premier plan dans son roman Le Pharaon de 1895.
Ochorowicz accueille Palladino à Varsovie de novembre 1893 à janvier 1894. En ce qui concerne les phénomènes démontrés lors des séances de Palladino, il conclut contre l'hypothèse de l'esprit et pour une hypothèse que ces phénomènes étaient causés par une "action fluidique" et se produisaient aux dépens des propres pouvoirs du médium et de ceux des autres participants à la séances. Ochorowicz, avec Frederic William Henry Myers, Charles Richet et Oliver Lodge, enquête sur Palladino à l'été 1894 dans la maison de Richet sur l'île du Grand Ribaud en Méditerranée. Myers et Richet ont affirmé que les meubles bougeaient pendant les séances et que certains des phénomènes étaient surnaturels. Cependant, Richard Hodgson a affirmé qu'il y avait un contrôle inadéquat pendant les séances et que les précautions décrites n'excluaient pas la supercherie. Hodgson écrit que tous les phénomènes « décrits pourraient être expliqués en supposant qu'Eusapia avait une main ou un pied libre ». Lodge, Myers et Richet n'étaient pas d'accord, mais l'hypothèse de Hodgson s'est avérée plus tard correcte lors des séances de Cambridge, où il a été observé que Palladino avait utilisé des astuces exactement comme il les avait décrites.
Après que la femme d'Ochorowicz l'ait quitté, il décide de faire quelques changements dans sa vie : il achete un terrain à Wisła dans les montagnes polonaises, se construit une villa ainsi que quatre maisons supplémentaires pour les touristes, et commence à vivre des locations.
Vers le 20 juin 1900, Prus et sa famille arrivèrent en visite. En juillet, Prus se rend dans la ville voisine de Cracovie, où jusqu'au début du mois de septembre, il subit des traitements pour ses multiples problèmes médicaux par un ophtalmologiste, un neurologue et un médecin qui a traité sa thyroïde.
En 1908-1909, à Wisła, Ochorowicz étudie la médiumnité de Stanisława Tomczyk.

## Œuvres
- Jak należy badać duszę ? Czyli o metodzie badań psychologicznych (Comment doit-on étudier l'âme ? Sur la méthode des études psychologiques), 1869.
- Miłość, zbrodnia, wiara i moralność. Kilka studiów z psychologii kryminalnej (Amour, crime, foi et moralité: plusieurs études sur la psychologie du crime), 1870.
- Wstęp i pogląd ogólny na filozofię pozytywną (Une introduction et un aperçu de la philosophie positive), 1872.
- Z dziennika psychologa (Tiré du journal d'un psychologue), 1876.
- O twórczości poetyckiej ze stanowiska psychologii (Sur la créativité poétique du point de vue de la psychologie), 1877.
- De la Suggestion mentale, deuxième édition, Paris, Doin, 1889.
- Psychologie, pedagogika, etyka. Przyczynki do usiłowań naszego odrodzenia narodowego (Psychologie, pédagogie, éthique : contributions à notre renaissance nationale), 1917.